# Конрад IV фон Рехберг
Конрад IV фон Рехберг „дер Бидерман“ (на немски: Konrad IV (Conrad IV „der Biedermann“) von Rechberg; † пр. 21 юли 1351) от благородническия швабски род Рехберг, е господар на Хоенрехберг (при Швебиш Гмюнд), Илерайхен 1328 г. на Щауфенек (в Залах) и 1340 г. на Рамсберг (в Донцдорф) в Баден-Вюртемберг и Келмюнц в Швабия.

## Произход
Той е син на Албрехт I фон Рехберг († между 1324/1326/1327) и съпругата му графиня Аделхайд фон Кирхберг († сл. 1305), дъщеря на граф Конрад фон Кирхберг и съпругата му фон Зулц. Внук е на Конрад II фон Рехберг († сл. 1293/1307), фогт на Рехберг, и графиня Лютгард фон Кирхберг († сл. 1293). Брат е на Албрехт „дер Шилхер“ цу Хоенрехберг († 1348) и Мехтилд фон Рехберг († 1336), омъжена за Фридрих II Шенк фон Лимпург († 1333).
Родът е издигнат 1577 г. на фрайхерен и 1607 г. на графове.

## Фамилия
Първи брак: пр. 1328 г. с Луция фон Айхайм, дъщеря наследничка на Бертхолд фон Айхайм на Илерайхен. Те имат четири деца:
- Албрехт III фон Рехберг († 24 март 1408), господар на Щауфенек и Фалкенщайн 1390, женен I. за Анна фон Хоенцолерн, дъщеря на граф Фридрих фон Хоенцолерн († 1365/1368) и Маргарета фон Хоенберг-Вилдберг († сл. 1343), II. за шенка Барбара фон Ербах († 1408), дъщеря на Хайнрих I фон Ербах († 1387) и Анна фон Ербах-Ербах († 1375).
- Гебхард I фон Рехберг († август 1395 / 29 ноември 1397, погребан в манастир Готесцел), господар на Хоенрехберг, Рехбергхаузен, Илерайхен и Донцдорф, пфандхер цу Вайсенхорн и Марщетен, управлява от 1351 г. заедно с брат си Албрехт III, женен за Маргарета фон Хоенцолерн († сл. 1 декември 1433), сестра на Анна фон Хоенцолерн, дъщеря на граф Фридрих фон Хоенцолерн († 1365/1368) и Маргарета фон Хоенберг-Вилдберг († сл. 1343)
- Берта фон Рехберг († сл. 1351 или 3 юни 1396/29 юли 1398), омъжена пр. 24 юни 1371 г. за Хилполт III фон Щайн, Зефелд, Хилполтщайн († 1379/1380), син на Хилполт II фон Щайн († 1345) и Елзбет фон Лабер († сл. 1345)
- Хайнрих фон Рехберг († сл. 1377)

Втори брак: пр. 1346 г. с Удилхилд фон Нойфен († сл. 1351), дъщеря на граф Албрехт II/III фон Марщетен, Грайзбах и Нойфен († 1306) и Елизабет фон Грайзбах († сл. 1316). Бракът е бездетен.